# Paweł i Gaweł (film)
Paweł i Gaweł – polski film komediowy z 1938 roku w reżyserii Mieczysława Krawicza. Tytuł nawiązuje do bajki Aleksandra Fredry, jednakże akcja filmu odbiega od literackiego pierwowzoru.
Z filmu tego pochodzi popularna kołysanka Ach, śpij kochanie ze słowami Ludwika Starskiego, wykonywana przez duet Bodo–Dymsza.

## Fabuła
Film opowiada o perypetiach dwóch sąsiadów – sprzedawcy kolonialnego Gawła Pawlickiego (Adolf Dymsza) oraz Pawła Gawlickiego (Eugeniusz Bodo), wynalazcy dwupentodowej czterooktiodowej heterodyny z podwójnym napędem, automatycznym magnoskopem i telesynchronizacyjno-magnetycznym dynamo z przeciwzanikową eliminacją fal, potocznie zwaną radiem. Chcąc rozreklamować swój wynalazek, Paweł udaje się do Warszawy, gdzie spotyka Gawła. Tam Paweł zakochuje się też w skrzypaczce Violetcie (Helena Grossówna), zmuszonej udawać „cudowne dziecko”, o czym Paweł nie wie.

## Obsada
- Eugeniusz Bodo – Paweł Gawlicki
- Adolf Dymsza – Gaweł Pawlicki
- Helena Grossówna – Violetta Bellamy
- Józef Orwid – Hubert, jej impresario
- Ludwik Sempoliński – żigolak
- Tadeusz Fijewski – Stefek, pracownik Pawła
- Zofia Mellerowicz – gospodyni
- Halina Doree – Anielcia, córka gospodyni
- Irena Skwierczyńska – Cyganka
- Karol Dorwski – reporter